# University of the Nations
Die University of the Nations (UofN) ist eine christliche Universität in Kailua auf der Insel Hawaiʻi. Die Universität ist in 600 Standorten in 142 Ländern mit Campus-Niederlassungen vertreten und bietet Lehrveranstaltungen in über 100 Sprachen an. Die University of the Nations arbeitet unter der Dachorganisation der Jugend mit einer Mission (JMEM).

## Geschichte
Das Institut wurde 1978 in Kailua als Pacific & Asia Christian University (PACU) von Howard Malmstadt und Loren Cunningham gegründet.

## Bildung
Die UofN bietet Associate-Studiengänge, Bachelor-Studiengänge, Diplome und Master-Abschlüsse aus den sieben Hochschulen. Diese Institute umfassen die Hochschulen der Künste und Sport, das College of Christ Ministries, College of Communication, Hochschule für Beratung und Health Care, Pädagogische Hochschule, Hochschule für Geistes- und Internationale Studien und das College of Science and Technology.

## Akkreditierung
Die private University of the Nations ist nicht akkreditiert. Die Studiengänge werden aufgrund der fehlenden Akkreditierung, von den meisten Behörden und Ländern nicht anerkannt. Nur das australische System für Hochschul- und Berufsbildung, betrachtet die UofN als anerkannte Ausbildungseinrichtung.

## Persönlichkeiten
- David L. Cunningham, der Sohn des Gründers der Universität, Filmemacher und Teilzeit-Dozent